# 斯利皮霍洛 (伊利諾伊州)
斯利皮霍洛（英語：Sleepy Hollow）是位於美國伊利諾伊州凱恩縣的一個村落。

## 地理
斯利皮霍洛的座標為42°05′27″N 88°18′44″W / 42.09083°N 88.31222°W，而該地最高點為海拔高度225米（即738英尺）。

## 人口
根據2010年美國人口普查的數據，斯利皮霍洛的面積為5.24平方千米，當中陸地面積為5.18平方千米，而水域面積為0.06平方千米。當地共有人口3304人，而人口密度為每平方千米630人。